# Abbey (Saskatchewan)
Abbey est une communauté située dans la province de Saskatchewan, dans le sud-ouest.